# 小江站 (日本)

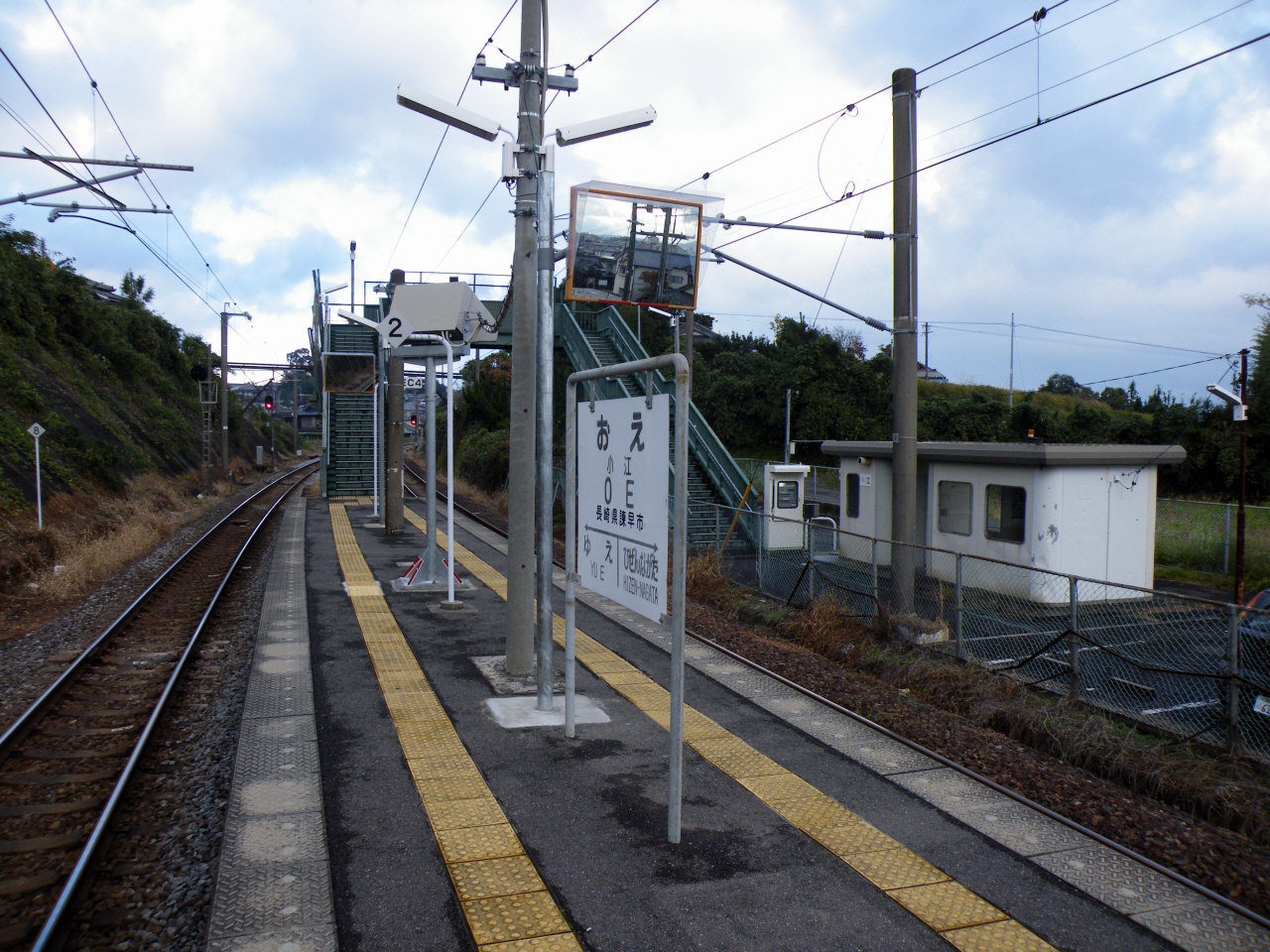
月台與站名標（2008年11月）

小江站（日语：／ Oe eki */?）是位於長崎縣諫早市高來町上與313番，九州旅客鐵道（JR九州）的長崎本線車站。

## 車站構造
現時使用中的車站為以金屬版所建成、組合屋式的單層式簡易站房，出入口及開放式閘口位於中央通道，左側為候車室，並設有一部簡易式自動售票機；右側為已被封閉的洗手間。通過閘口後，沿跨線行人天橋前往月台。
站房左側設有5個泊車位。

### 月台
採用島式月台設計。由於建在彎位上，月台闊度相對較為狹窄。上行線為通過線，為一線通過構造。整個月台都是露天設計，而且除了站牌及街燈外，並沒有任何月台設施。
| 月台 | 路線      | 上下行 | 方向                           |
| ---- | --------- | ------ | ------------------------------ |
| 1、2 | ■長崎本線 | 上行   | 湯江、小長井、肥前濱、江北方向 |
| 1、2 | ■長崎本線 | 下行   | 諫早、長崎方向                 |

## 使用狀況
在2016年度的1日平均乘車人次為120人。2017年度至2019年度，本站使用人數未達至全九州首300位，但由於仍超過100人，因為仍記錄於JR九州的每年排名內（以附表的形成處理），2020年度起，由於連100人或以上的水平都未能達到，所以不再出現於排名榜內。
| 乘車人次變化 | 乘車人次變化     |
| 年度         | 1日平均人次      |
| ------------ | ---------------- |
| 2000         | 153              |
| 2001         | 154              |
| 2002         | 166              |
| 2003         | 175              |
| 2004         | 180              |
| 2005         | 191              |
| 2006         | 200              |
| 2007         | 199              |
| 2008         | 218              |
| 2009         | 210              |
| 2010         | 212              |
| 2011         | 186              |
| 2012         | 169              |
| 2013         | 158              |
| 2014         | 145              |
| 2015         | 129              |
| 2016         | 120              |
| 2017         | 少於314，多於100 |
| 2018         | 少於308，多於100 |
| 2019         | 少於303，多於100 |
| 2020起       | <100             |

## 歷史
- 1934年：

- 3月24日：鐵道省有明西線 諫早站至湯江站開通，此站啟用。
- 12月1日：多良站至湯江站之間開通。有明東線和有明西線編入至長崎本線。

- 1987年4月1日：伴隨國鐵分割民營化，車站由九州旅客鐵道（JR九州）營運[6]。

## 其他
- 包括此站在內，小江站[oe]、粟生站[ao]、大江站[oe]、飯井站[ii]和穎娃站[ei]，以上這些車站名稱的羅馬字中均只有兩個英文字，為全日本最短羅馬字標記的車站。但是若計算音節數最短的車站為津站（若以訓令式羅馬字標記該站，津會以[tsu]表示。

## 相鄰車站
九州旅客鐵道（JR九州）
■長崎本線長崎本線
湯江－小江－肥前長田

## 外部連結
- JR九州小江站（日語）

- 國土地理院地圖參閲服務 （页面存档备份，存于） - 小江站周邊的1/25000地形圖（圖名：諫早） （页面存档备份，存于）